# Тиме, Пауль
Па́уль Ти́ме (нем. Paul Thieme 18 марта 1905, Берлин — 24 апреля 2001, Лондон) — немецкий учёный-санскритолог и индолог, специализировавшийся на ведийском санскрите.

## Биография
Получил степень доктора наук по индологии в Гёттингенском университете в 1928 году. В период с 1932 по 1935 год преподавал немецкий и французский языки в Аллахабадском университете, а с 1936 по 1940 год — в Бреслау. В 1941 году начал преподавать в Галльском университете, но в том же самом году был призван в армию, но избежал участи многих солдат, погибших на восточном фронте, поскольку его перевели в Индийский легион, где он служил как переводчик. В 1945 году Тиме был захвачен в плен американскими войсками в Вюртемберге. 
После освобождения в 1946 году Тиме возобновил преподавательскую деятельность в Галльском университете. В 1953 году, он, против желания восточногерманских властей, переехал во Франкфурт, где ему была предложена должность профессора индоевропеистики. В период с 1954 по 1960 год Тиме был профессором Йельского университета, а с 1960 года по 1972 год — профессором религиоведения и индологии Тюбингенского университета.
Тиме считается одним из «последних великих индологов». Он сделал большой вклад в развитие санскритской филологии, занимаясь исследованием Вед, индуистских эпосов, Упанишад, санскритской поэзии (в особенности санскритского грамматика Панини и его комментаторов). Тиме также занимался исследованиями в области сравнительно-исторического языкознания, изучая иранские и индоевропейские языки. Тиме свободно владел санскритом, за что заслужил уважение индийских учёных-традиционалистов, которые пригласили его дать вступительное слово на первой Всемирной конференции по санскриту, состоявшейся в Дели в 1971 — 1972 годах.

## Избранная библиография
- Das Plusquamperfektum im Veda. Dissertation. Göttingen 1929 (Ergänzungshefte zur Zeitschrift für vergleichende Sprachforschung 7)
- Pāṇini and the Veda. Studies in the early history of linguistic science in India. Allahabad 1935
- Bhāṣya zu vārttika 5 zu Pāṇini 1,1,9 und seine einheimischen Erklärer. Ein Beitrag zur Geschichte und Würdigung der indischen grammatischen Scholastik. In: Nachrichten von der Königlichen Gesellschaft der Wissenschaften zu Göttingen, phil.-hist. Klasse 1935, S. 171—216
- Der Fremdling im Ṛgveda. Eine Studie über die Bedeutung der Worte ari, arya, aryaman und ārya. Leipzig 1938 (Abhandlungen zur Kunde des Morgenlandes 23,2)
- Untersuchungen zur Wortkunde und Auslegung des Rigveda. Halle 1949 (Hallische Monographien 7)
- Bráhman. In: Zeitschrift der Deutschen Morgenländischen Gesellschaft 102 (1952), S. 91-129 (Kleine Schriften, S. 100—137)
- Mitra and Aryaman. New Haven 1957 (Transactions of the Connecticut Academy of Arts and Sciences 41)
- Das indische Theater. Stuttgart 1966 (Fernöstliches Theater).
- Kleine Schriften. 2 Bde. Stuttgart 1971 (Glasenapp-Stiftung 5,1+2)
- Kleine Schriften 2. Stuttgart 1995 (Glasenapp-Stiftung 5,II), ISBN 3-515-05523-1
- Opera maiora. Band 1. Hrsg. von Werner Knobl und Nobuhiko Kobayashi. Kyoto 1995 (Der Fremdling im Ṛgveda, Vorzarathustrisches bei den Zarathustriern und Mitra und Aryaman.)